# Félix Candela
Félix Candela− conosciuto anche come Félix Candela Outeriño − (Madrid, 27 gennaio 1910 – Durham, 7 dicembre 1997) è stato un architetto spagnolo naturalizzato messicano, fra i più rappresentativi del Novecento.

## Biografia
Studia presso la Scuola Tecnica Superiore di Architettura di Madrid, laureandosi nel 1935. Antifranchista, al termine della guerra civile spagnola è costretto ad abbandonare il proprio paese per rifugiarsi in Messico, dove lavorerà per oltre un trentennio (1939-1971), sia come libero professionista sia come docente. Dopo alcuni anni passati ad Acapulco, nel 1942 si trasferisce a Città del Messico, dove, nel 1953, diviene direttore del dipartimento di architettura presso l'Università nazionale autonoma del Messico. Nel 1971, sposatosi con un'americana, si trasferisce negli Stati Uniti, prima in Illinois, poi a Raleigh. Salvo alcuni viaggi effettuati in Europa e in Sud America, vivrà permanentemente negli Stati Uniti fino a quando, ottantasettenne, morirà in un ospedale di Durham, in Carolina del Nord

## Opere

### Modalità e tecniche compositive
Nelle proprie creazioni, è un grande utilizzatore del cemento armato, seguendo l'esempio di un altro grande architetto spagnolo del suo tempo, Eduardo Torroja. Vicino agli strutturalisti, si fa conoscere fin dagli anni quaranta del Novecento per la creazione di ampi spazi delimitati da strutture portanti ben visibili e coperture sottili in calcestruzzo armato, che conferiscono una particolare leggerezza a costruzioni anche di notevoli dimensioni. Le fabbriche progettate da Candela sono inoltre sempre magistralmente inserite nei più svariati contesti urbani o, più raramente, rurali, rispettose sia dei valori architettonici delle metropoli americane ed europee, sia di quelli ambientali e paesaggistici delle campagne.

### Opere più rappresentative
- 1953-1955 Chiesa di Nostra Signora dei Miracoli, in collaborazione con Jorge González Reyna, Città del Messico
- 1954 Istituto (o Padiglione) delle radiazioni cosmiche, in collaborazione con Jorge González Reyna, Città del Messico
- 1955 Borsa valori, Città del Messico
- 1956 Mercato di Coyoacán, in collaborazione con Pedro Ramirez Vásquez e Rafael Mijares, Coyoacán
- 1956-1957 Locale notturno La Jacaranda, Acapulco
- 1959-1961 - Hotel Casino de la Selva, Cuernavaca
- 1963 Magazzini John Lewis, Stevenage
- 1994 Edificio Oceanografico, (L'Oceanográfic), Valencia

## Premi ricevuti
- Medaglia d'oro dell'Istituto di ingegneri strutturali, Londra, 29 giugno 1961.
- Premio Augusto Perret dell'Unione internazionale degli architetti, 7 luglio 1961.
- Laurea honoris causa dell'Università Santa María (Venezuela), Caracas, 1978.
- Laurea honoris causa dell'Università del Nuovo Messico, Albuquerque 1978.
- Medaglia d'oro dell'architettura concessa dal Consiglio superiore dell'Ordine degli architetti spagnolo (CSCAE), 1981.
- Premio Antonio Camuñas de Arquitectura, 1985.
- Laurea honoris causa dell'Università Politecnica di Madrid, 1994.